# Zincke-Suhl-Reaktion
Die Zincke-Suhl-Reaktion ist eine Namensreaktion aus dem Bereich der organischen Chemie und wurde erstmals 1906 von Theodor Zincke (1843–1928) und R. Suhl beobachtet. Dabei findet eine Reaktion von p-Kresol zu 4-Trichlormethyl-4-methylcyclohexa-2,5-dienon statt. Die Zincke-Suhl-Reaktion ist durch Aluminiumchlorid als aktiver Reaktant ein Spezialfall der Friedel-Crafts-Alkylierung.

## Übersichtsreaktion
Die Zincke-Suhl-Reaktion wird mit Aluminiumchlorid in Tetrachlormethan durchgeführt.
Das grau gezeichneten Proton wird bei der Reaktion abgespalten und die blau markierte Trichlormethylgruppe eingeführt. Als Ausgangsstoff können 3,4,5-Trimethylphenol oder 3,4-Dimethylphenol eingesetzt werden, addiert wird an der in para-Stellung substituierten Methylgruppe.

## Möglicher Mechanismus
Der folgende Mechanismus der Zincke-Suhl-Reaktion wird am Beispiel von 3,4-Dimethylphenol erklärt:
Das Aluminiumchlorid geht als Lewis-Säure eine koordinative Bindung mit dem Sauerstoff-Atom des 3,4-Dimethylphenols (1) ein, welches an der Alkohol-Gruppe deprotoniert und somit zum Zwischenprodukt 2 reagiert. Dabei geht ein Chlorid-Ion des Aluminiumchlorids ab und es wird Chlorwasserstoff als Gas frei. Gleichzeitig bildet sich eine koordinative Bindung zwischen Aluminiumchlorid und Tetrachlormethan, was zu einer Aktivierung des Tetrachlormethans, welches das Zwischenprodukt 2 nun in para-Stellung angreift, sodass das Kation 3 und das Aluminiumtetrachlorid-Ion entsteht. Durch erneute koordinative Bindung des Aluminiumtetrachlorid-Ions an das Kation 3 und abschließender Abspaltung per Tetrachlormethan und einer Hydrolyse von Aluminiumchlorid entsteht das Endprodukt 4-Trichlormethyl-4-methylcyclohexa-2,5-dienon (4).